# Nychiodes andalusiaria andalusiaria
Nychiodes andalusiaria andalusiaria é uma subespécie de insetos lepidópteros, mais especificamente de traças, pertencente à família Geometridae.
A autoridade científica da subespécie é Staudinger, tendo sido descrita no ano de 1892.
Trata-se de uma subespécie presente no território português.